# Чист кримський
Чист кримський (Cistus tauricus) — вид квіткових рослин родини чистових (Cistaceae).

## Біоморфологічна характеристика
Це напівкущик 40–60 см заввишки з прямовисними чи розпростертими стеблами, з довгасто-яйцюватими чи еліптичними листками та з великими яскраво-рожевими квітками. Рослина сіра чи сіро-зелена від б.-м. густих зірчастих волосків.

## Поширення
Росте на півдні Європи (Албанія, Болгарія, Греція (у т. ч. Крит), Італія, Україна — Крим, Північний Кавказ, Корсика, Португалія, Хорватія), на півночі Африки (Алжир, Лівія, Марокко, Туніс), на заході Азії (Кіпр, Ліван, Сирія, Палестина, Південний Кавказ, Туреччина).
В Україні росте на сухих гірських схилах, світлих лісах та в чагарниках — ПБК від мису Айя на схід до с. Малоріченське Алуштинської міськради. У ЧКУ має статус «неоцінений».